# Болаанг-монгондоу
Болаанг-монгондоу (индон. Bahasa Mongondow) — один из австронезийских языков, распространён на севере Сулавеси. 
По данным Ethnologue, количество носителей данного языка составляло 230 тыс. чел. в 2000 году. Язык является родным для одноимённого народа.
Монгодоу состоит в близком родстве с языком горонтало и другими языками Северного Сулавеси.
Используется в основном в домашнем общении, в деревенской местности. В его составе выделяют следующие диалекты: думога, лолайян, пасси.